# Víctor Barberà Romero
Víctor Barberà Romero (Barcelona, 20 d'agost de 2004) és un futbolista professional català que juga com a davanter al FC Barcelona Atlètic.

## Carrera de club
Barberá va ser del planter del Sant Gabriel i va passar a la Damm el 2019. L'any següent, el 2020, es va incorporar al planter del FC Barcelona, i el seu primer any va ser el màxim golejador de la Divisió d'Honor Juvenil de Futbol amb 19 gols.
Va ser ascendit al Barça Atlètic per a l'inici de la temporada 2022-23. Va debutar amb el Barça Atlètic en un partit de Primera Federació contra el CD Alcoià (0-0) el 4 de setembre del 2022.
El 14 de juny de 2023, es va anunciar el seu fitxatge gratuït pel Club Brugge KV amb contracte fins al 2027.

## Estil de joc
Barberá és hàbil en la rematada de pilotes a l'àrea i en els rebots. És un jugador intel·ligent, que sol aparèixer darrere de la defensa i és un gran rematador. És ràpid i pot jugar per fora, però prefereix quedar-se a l'àrea rival. S'ha guanyat la comparació amb Robert Lewandowski pel seu estil de joc.